# Чистерніно
Чистерніно (італ. Cisternino, сиц. Cisterninu) — муніципалітет в Італії, у регіоні Апулія,  провінція Бриндізі.
Чистерніно розташоване на відстані близько 440 км на схід від Рима, 65 км на південний схід від Барі, 50 км на захід від Бриндізі.
Населення — 11 678 осіб (2014).
Покровитель — San Quirico e Giulitta.

## Демографія
Населення за роками:

Станом на 1 січня 2023 року в муніципалітеті офіційно проживали 354 іноземці з 45 країн, серед них 74 громадяни країн Євросоюзу та 2 громадяни України.

## Сусідні муніципалітети
- Чельє-Мессапіка
- Фазано
- Локоротондо
- Мартіна-Франка
- Остуні